# هلفيلة حاملة الأضلاع
هلفيلة حاملة الأضلاع (الاسم العلمي:Helvella costifera) هي نوع من الفطريات تتبع جنس الهلفيلة من الفصيلة الهلفيلية.